# Arte degenerado

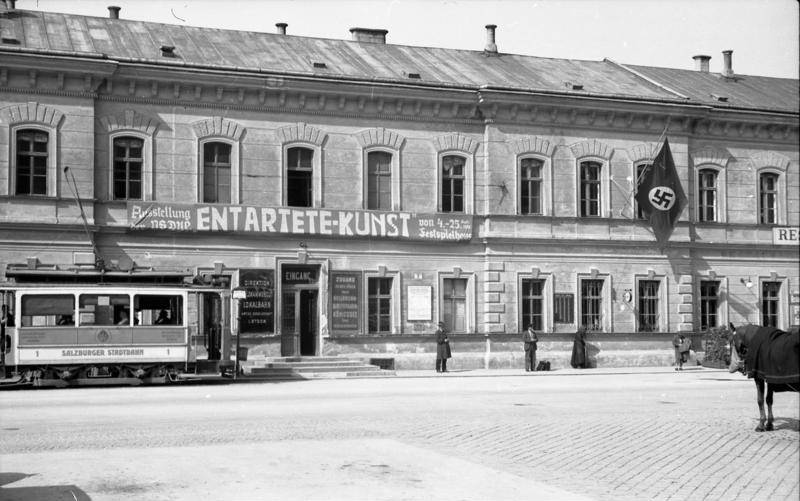
Exposición sobre «Arte degenerado» en Salzburgo, 1938.

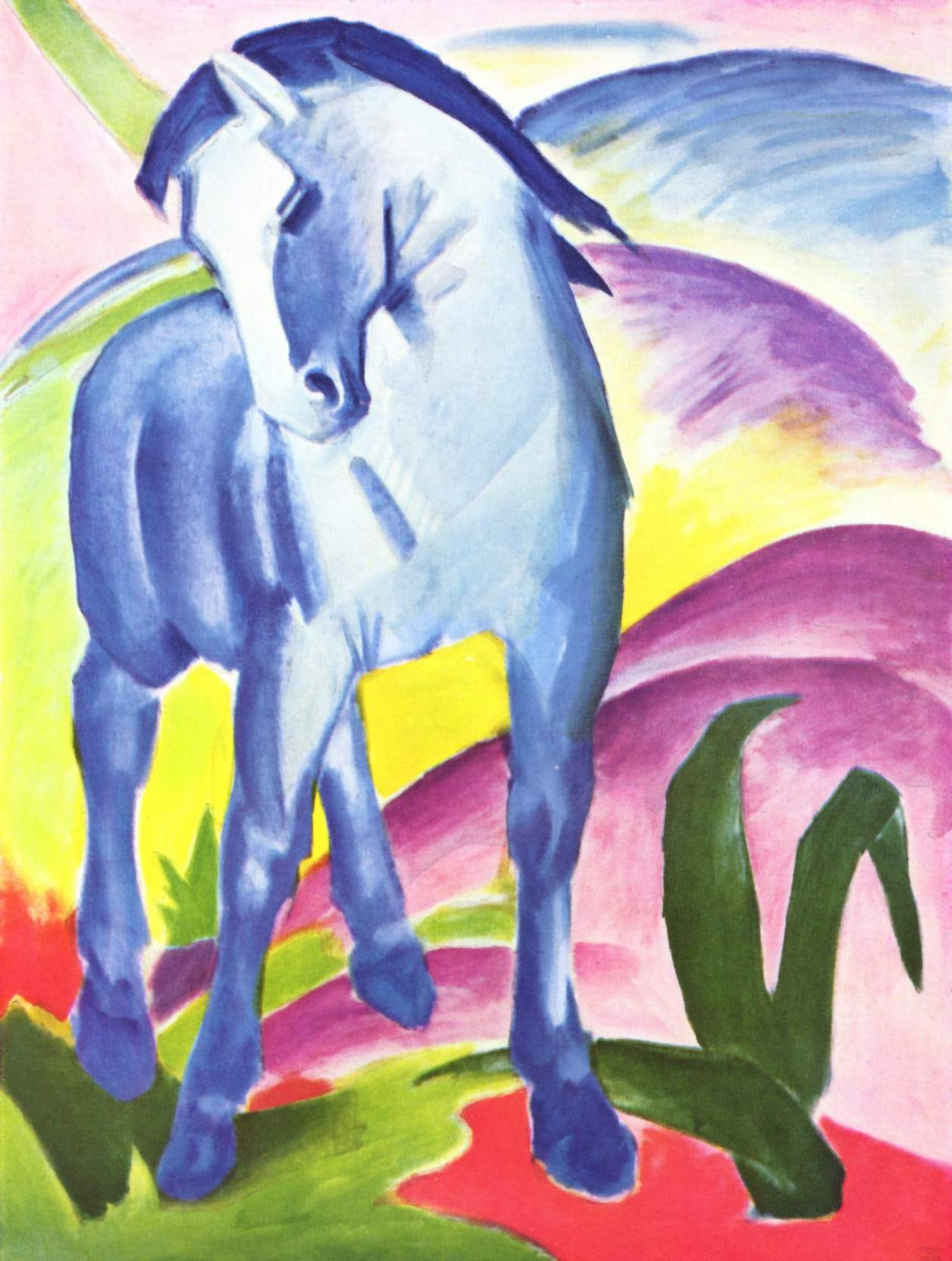
Cuadro de Franz Marc.

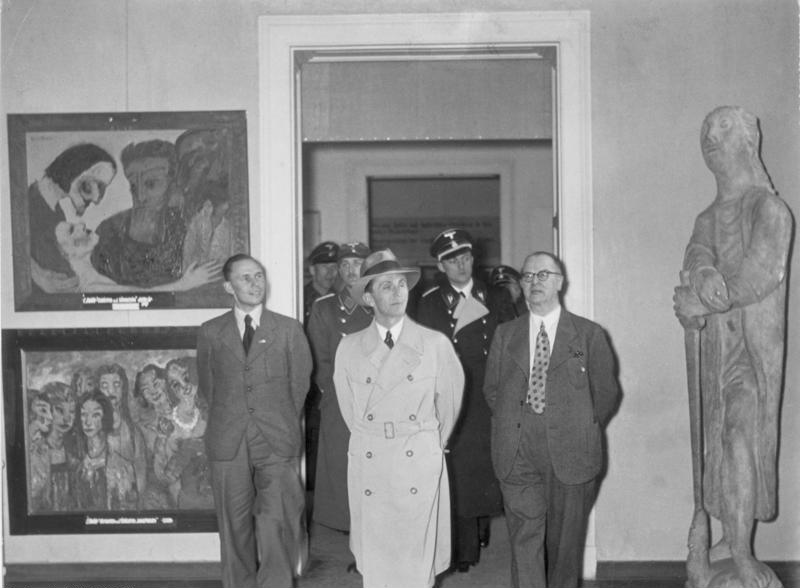
Goebbels en la exposición «Entartete Kunst».

Arte degenerado (en alemán: Entartete Kunst) fue una expresión adoptada por el régimen nazi en Alemania, a partir de la exposición con el mismo nombre en Múnich de julio de 1937, para describir prácticamente todo el arte moderno y prohibirlo en detrimento de lo que los nazis llamaban "arte heroico". El arte tildado de "degenerado" fue prohibido en el territorio alemán y menospreciado como "no alemán" por sus connotaciones o influencias bolcheviques y judías. Aquellos tildados de "artistas degenerados" fueron sometidos a sanciones. Esto significaba ser despedido de puestos en la docencia, prohibición de exhibir o vender su arte y, en algunos casos, hasta la de producir obras de arte.

## Origen del término
La primera mención del término se debe a Friedrich Schlegel, que lo mencionó en su obra Estudio de la poesía griega, refiriéndose no al arte contemporáneo, sino al de la antigüedad clásica tardía. Fue mencionado nuevamente por el diplomático y escritor francés Joseph Arthur de Gobineau en 1853 en su Essai sur l'inégalité des races humaines, en un sentido peyorativo.
El término sería posteriormente difundido por el crítico cultural Max Nordau, que en su obra Entartung (Degeneración, 1892) intentó demostrar que la degeneración del arte se remonta a la degeneración del artista, pues "la degeneración implicaba debilidad y desorden, y pronto se unió a metáforas políticas que empleaban el lenguaje patológico y la infección para describir la impureza política y racial".
Estas tesis serían retomadas por el partido Nacional Socialista Alemán desde sus inicios. La Sociedad Nacional Socialista para la Cultura Alemana (Nationalsozialistische Gesellschaft für deutsche Kultur), por ejemplo, fundada en 1928, hizo fuerte énfasis en la idea de que distintos factores geográficos, demográficos, etc habían llevado a la degradación de la moralidad alemana.
Las tesis de Nordau serían retomadas posteriormente por los nacionalsocialistas y especialmente por Adolf Hitler. En un discurso sobre arte, afirma que estas distorsiones del arte moderno eran síntomas de la degeneración mental de los artistas, o de su ansia por pervertir o mentir a la gran nación.

## Muestra de arte degenerado
La idea de arte degenerado o Entartete Kunst nació a partir de una exposición propagandística del mismo título montada en el Instituto Arqueológico Municipal, situado en el parque Hofgarten de Múnich el 19 de julio de 1937.  Esta fue organizada por el Joseph Goebbels, director del Ministerio de Propaganda e Ilustración Popular del Reich, y Adolf Ziegler, director de la Cámara de Cultura del Reich, dependiente del Ministerio, y artista favorito de Hitler.
El catálogo incluyó alrededor de 700 obras, principalmente creadas entre 1910 y 1933, período que el régimen llamó el de la “decadencia de Alemania”,las cuales provenían del expolio nazi. Debido a esto, la organización de la muestra estuvo orientada a resaltar dos ideas: el carácter “degenerado” de las obras, y la irresponsabilidad y corrupción de la República de Weimar, el cual había decidido gastar recursos públicos en estas, en un contexto de crisis política y económica como lo fue el período de entreguerras, el cual se vio afectado por las consecuencias de las ingentes reparaciones de guerra alemanas y de la tremenda crisis de 1929. Además, se buscaba mostrar como este arte que según el régimen tenía orígenes judíos, representaba la cultura bolchevique (kulturbolschewismus). Básicamente, se intentaba demostrar que debía eliminarse toda expresión artística que socavara los valores cultuarles, políticos y estéticos deseables para el régimen
Para esto, se decidió colocar las obras de manera caótica y desorganizada, y acompañarlas con etiquetas de texto ridiculizandolas, frases pintadas en las paredes, dibujos y fotografías de pacientes psiquiátricos. Las obras contenían subtítulos redactados por Hitler, que reflejaban de manera sarcástica la “obscenidad, locura, blasfemia y negritud (Verniggerung) de este arte” aludiendo a ciertas características estéticas correspondientes al arte africano.  
Estas estaban divididas en nueve categorías, según el aspecto “degenerado” que representaban. Algunas de estas incluyen aquellas obras que “incentivaban la anarquía política” al representar a las clases trabajadoras en lucha;  las obras de “propaganda bolchevique anit-militar” que representaban soldados en el rol de víctimas o asesinos; las obras que “denigraban la religión”; las obras que demostraban la degeneración racial, representando “arte negro”; las obras que, por su abstracción, representaban la falta total de sentido y la locura, entre otras.
Esta exposición fue una de las tantas estrategias propagandísticas del régimen nazi para crear un “espíritu nacional culto”, inflamando a la opinión pública y poniéndola en contra del arte moderno. Lo que se buscaba era la reacción de rechazo que habilitara romper con este arte y dar un nuevo comienzo revolucionario
El afiche publicitario de la muestra, en particular, demuestra muy bien esto. El mismo exhibe una fotografía de una obra de uno de los principales artistas degenerados, el artista judío Otto Freundlich: “El hombre nuevo”, de 1912, una escultura de piedra de un rostro humanoide. Esta fotografía, sacada desde un ángulo extremo, lograba desconfigurar todavía más las facciones de la escultura, con la intención de mostrarla como algo desagradable y lejano a las representaciones de belleza alemana. A su vez, el título de la muestra, escrito con una tipografía claramente descuidada, exageraba todavía más lo disruptivo de la muestra.
El impacto que generó la muestra fue tal que esta terminó por  viajar a otras doce ciudades de Alemania y Austria entre 1937 y 1941, y alcanzó más de tres millones de visitantes.Lo que es más, en junio de 1938, mientras que la exposición de Entartete Kunst se estaba exhibiendo en Berlín, se hizo una gran subasta de "arte degenerado" a petición del mariscal Goering. La subasta se realizó en el Grand Hotel National de Lucerna y además de obras de los mejores artistas alemanes del momento, había obras de Van Gogh, Gauguin, Picasso, Modigliani y Chagall. El responsable de subastar las obras de arte fue Theodor Fischer. En total se recaudaron 115 000 dólares y algunas de las obras vendidas fueron un Autorretrato de Van Gogh o El bebedor de absenta de Picasso. Por el contrario, otros muchos lienzos expoliados fueron considerados "demasiado ofensivos" para el gusto nazi, y en marzo de 1939 se quemaron en una inmensa hoguera situada en la Köpenickerstrasse de Berlín unos 4000 cuadros.
De manera similar, la música se esperaba que fuese tonal y libre de la influencia del jazz; se censuraban las películas y obras en las que sonara aunque, dado que tal estilo gozaba de popularidad entre las masas, Goebbels permitió los conciertos siempre que los intérpretes fuesen alemanes. Asimismo, en mayo de 1938 se celebró en Düsseldorf una exposición de Entartete musik, protagonizada por compositores considerados una "influencia destructiva" para la música alemana, como Arnold Schoenberg o Igor Stravinsky.

### Los artistas de la Entrartete Kunst
Los artistas modernos tildados de "degenerados" por los nazis fueron:
| - Jankel Adler - Hans Baluschek - Ernst Barlach - Rudolf Bauer - Philipp Bauknecht - Otto Baum - Alfred Kubin - Willi Baumeister - Herbert Bayer - Max Beckmann - Rudolf Belling - Paul Bindel - Theodor Brün - Max Burchartz - Fritz Burger-Mühlfeld - Paul Camenisch - Heinrich Campendonk - Karl Caspar - Maria Caspar-Filser - Pol Cassel - Marc Chagall - Lovis Corinth - Heinrich Maria Davringhausen - Walter Dexel - Johannes Diesner - Otto Dix - Pranas Domšaitis - Hans Christoph Drexel - Johannes Driesch - Heinrich Eberhard | - Max Ernst - Hans Feibusch - Lyonel Feininger - Conrad Felixmüller - Otto Freundlich - Xaver Fuhr - Ludwig Gies - Werner Gilles - Otto Gleichmann - Rudolf Großmann - George Grosz - Hans Grundig - Rudolf Haizmann - Raoul Hausmann - Guido Hebert - Erich Heckel - Wilhelm Heckrott - Jacoba van Heemskerck - Hans Siebert von Heister - Oswald Herzog - Werner Heuser - Heinrich Hoerle - Karl Hofer - Eugen Hoffmann - Johannes Itten - Alexej von Jawlensky - Eric Johansson - Hans Jürgen Kallmann - Wassily Kandinsky - Hanns Katz | - Ernst Ludwig Kirchner - Paul Klee - César Klein - Paul Kleinschmidt - Oskar Kokoschka - Otto Lange - Wilhelm Lehmbruck - Elfriede Lohse-Wächtler - El Lissitzky - Oskar Lüthy - Franz Marc - Gerhard Marcks - Ewald Mataré - Ludwig Meidner - Jean Metzinger - Constantin von Mitschke-Collande - László Moholy-Nagy - Marg Moll - Oskar Moll - Johannes Molzahn - Piet Mondrian - Georg Muche - Otto Mueller - Magda Nachman Acharya - Erich Nagel - Heinrich Nauen - Ernst Wilhelm Nay - Karel Niestrath - Emil Nolde | - Otto Pankok - Max Pechstein - Max Peiffer Watenphul - Hans Purrmann - Max Rauh - Hans Richter - Emy Roeder - Christian Rohlfs - Edwin Scharff - Egon Schiele - Oskar Schlemmer - Rudolf Schlichter - Karl Schmidt-Rottluff - Werner Scholz - Lothar Schreyer - Otto Schubert - Kurt Schwitters - Lasar Segall - Fritz Skade - Heinrich Stegemann - Fritz Stuckenberg - Paul Thalheimer - Johannes Tietz - Arnold Topp - Friedrich Vordemberge-Gildewart - Karl Völker - Christoph Voll - William Wauer - Gert Heinrich Wollheim |

### Corrientes artísticas consideradas «degeneradas
Gran parte de las corrientes consideradas “degeneradas” por el régimen nazi fueron aquellas que, desarrolladas durante las primeras décadas del siglo XX, se englobaron bajo el paraguas del modernismo: dadaísmo, cubismo, expresionismo, fovismo, impresionismo, surrealismo, nueva objetividad, etc. En su generalidad, para las autoridades nazis, este arte (eminentemente moderno) era peligroso porque enfatizaba el carácter individual y subjetivo por sobre el imperativo colectivo, central para los gobiernos totalitarios.  Estas autoridades argumentaban que, al ser estas corrientes tan abstractas, nivelaban los posibles objetos del arte, uniendo lo heroico y puro con lo erótico e inmoral, que presentaba una amenaza para los valores morales de la sociedad alemana. 
No obstante, durante la Entartete Kunst de 1937, el principal blanco de denuncia de las autoridades nazis fue una corriente en específico: el expresionismo alemán. El motivo aparente sería la victoria del antimodernismo intransigente de Rosenberg, un político cultural, por sobre la flexibilidad de Goebbels. Otro aspecto curioso de la muestra es que se haya centrado en el arte alemán; y es que, se interesó por mostrarle a los “buenos” alemanes como es que otros compatriotas habían sido seducidos por ideas judías o bolcheviques. 

## Muestra de arte alemán
Este arte “heroico” y “puro” se reflejó en la exposición de “Gran Arte Alemán” o "Tag Der Deutschen Kunst", inaugurada en persona por Hitler un día antes de la exposición de arte degenerado e instalada en la que se denominó Casa del Arte Alemán. Constaba de casi novecientas pinturas y esculturas afines al gusto nazi (en su mayoría representaban escenas pastorales, retratos militares o paisajes montañosos), con lo que se exhibían simultáneamente dos exposiciones en contraposición mostrando lo que era considerado arte y lo que no —lo que estaba mal, degenerado, resultado de perturbados mentales o traidores de la nación—. La muestra de "arte alemán" se celebró de forma anual hasta 1944.
Hitler comprendió que el arte debía jugar un rol fundamental en la construcción de su ideal de nación alemana. Por esto mismo, mientras los estilos del arte moderno eran prohibidos por ser degenerados, los nazis construyeron una noción del buen arte alemán caracterizado por  pinturas y esculturas que estaban más cerca del convencionalismo tradicional y que exaltaban los valores de "sangre y tierra", "pureza racial", belleza, militarismo y obediencia. Algunos sujetos recurrentes en las obras eran artesanos y campesinos en sus trabajos, las mujeres ejerciendo su rol maternal, sujetos heroicos como los militares y, finalmente, paisajes. Este arte heroico simbolizaba el arte puro, la liberación de la deformación y de la corrupción, mientras que los modelos modernos desviaban de la norma prescrita por el canon de belleza clásica. De especial trascendencia para la nueva estética oficial fueron las obras de dos de los artistas preferidos por el régimen nazi: Adolf Ziegler y Joseph Thorak. 

## Recepción internacional
La muestra de arte degenerado en la Alemania nazi suscitó fuertes reacciones internacionales. Las principales democracias del mundo -Estados Unidos, Reino Unido y Francia- llevaron a cabo una política de defensa de lo “degenerado” luego de julio de 1937 poniéndose en contra de la censura en las artes. A través de las muchas exhibiciones organizadas, estos países utilizaron al arte degenerado como un objeto político para enseñar una lección moral a sus poblaciones. 

### Recepción en Inglaterra
En Inglaterra, se realizó la muestra "Arte Alemán del Siglo Veinte" (Twentieth Century German Art), montada en las galerías Burlington, en el centro de la escena artística de Londres, entre el 7 de julio y el 27 de agosto de 1938. Esta mostró un total de 271 piezas de arte incluyendo pinturas, esculturas y trabajos sobre papel de artistas nacidos o consagrados en Alemania. Además, incluyó alrededor de 400 piezas no expuestas pero disponibles para ver y comprar. 
Esta muestra fue organizada por la galerista británica Noel Norton y la comerciante de arte suiza Irmgard Burchard, con la intención de responder a las políticas culturales del régimen nacional socialista. Sin embargo, también formaron parte de la organización otros personajes: el artista alemán emigrado Paul Westheim; la historiadora del arte checa Edith Hoffmann; Patrick Blackwood, el asistente de Norton; Charlotte Weidler, contacto alemán de Westheim; y Herbert Read, pensador y crítico inglés, quien terminó por tomar crédito de la exhibición en el ojo público.
Las galerías de arte, museos y coleccionistas particulares que proveyeron, mediante préstamos, ventas y donaciones, el arte que sería expuesto también eran de distintas partes de Europa, haciendo a esta muestra un esfuerzo internacional. Principalmente, venían de Inglaterra, Suiza y Francia, pero también había muchas obras que lograron ser enviadas directamente de Alemania, ya sea por artistas considerados “degenerados”, como por coleccionistas y emigrados. 
Estas obras estuvieron organizadas en tres salas. La primera, donde se encontraban pinturas al óleo del modernismo alemán temprano, incluyendo trabajos de Maz Liebermann, Lovis Corinth, etc. La segunda sala, más grande, mostraba trabajos del movimiento expresionista, incluyendo una selección más amplia de artistas alemanes de las primeras décadas del siglo XX como Erich Heckel, Ernst Barlach, etc. La última sala, más pequeña y anexada a la segunda, incluía trabajo abstracto y “semi-abstracto”. Además, esta muestra también incluía, en el pasillo conector, dos obras al óleo de Max Pechstein y, en el balcón, distintos trabajos sobre papel. 
Aunque es evidente que la muestra tenía un carácter político, y aunque la intención inicial de las organizadoras haya sido política, es importante tener en cuenta que este no era el único objetivo que la exhibición tenía. El contexto local en el que se dio la misma fue uno de crecimiento de los mercados del arte y de clases medias acomodadas que pudieran hacer de receptores del mismo, por lo que es posible que la intención de muchos de los artistas, coleccionistas y comerciantes estuvieran relacionadas con eso. Muchos, considerando su calidad de emigrados, tenían la intención de formar un nombre en este mercado en crecimiento, como así de generar contactos. Además, también estaba, para muchos, el objetivo de evacuar obras valiosas de territorio nazi, con intención de conservar su valor y su integridad física.
Sin embargo, y aunque la muestra haya sido publicitada como “neutralmente política”, la respuesta inmediata que recibió hizo que estos otros objetivos fueran opacados en función de su carácter de respuesta política al régimen nazi. Esto, permitió que la popularidad de tanto la exhibición como de los artistas incluidos crezca, haciendo que la misma permanezca abierta casi el doble del tiempo que se había pensado originalmente.

### Recepción en Estados Unidos
El impacto de la Twentieth Century German Art de Londres fue tan grande que una exhibición recortada de 76 obras de arte fue enviada hacia los Estados Unidos por parte del comité organizador de las galerías Burlington. Según esta lista de lugares recorridos, la exhibición se abrió en junio de 1939 en Milwaukee, Wisconsin, y desapareció en Nueva Orleans en mayo de 1940.
- Milwaukee Institute of Arts, Milwaukee, Wisconsin (1-25 de junio de 1939)
- City Art Museum, Saint Louis, Misuri (1-25 de septiembre de 1939)
- Smith College Museum of Art, Northampton, Massachusetts (6-25 de octubre de 1939)
- William Rockhill Nelson Gallery, Kansas City, Misuri (noviembre, 1939)
- Albright Art Gallery, Buffalo, New York (1-22 de diciembre de 1939)
- Portland Art Museum, Portland, Oregón (3-25 de enero de 1940)
- San Francisco Museum of Art, San Francisco, California (6-26 de febrero de 1940)
- Dayton Art Institute, Dayton, Ohio (marzo, 1940)
- Joslyn Art Museum, Omaha, Nebraska (abril, 1940)
- Delgado Museum of Art (Artists Association of New Orleans), New Orleans, Luisiana (3-26 de mayo de 1940)[18]

### Recepción en España
En España, el acontecimiento de la exposición de Entartete Kunst fue relevante y apareció a menudo en los periódicos. Por ejemplo, el ABC de Madrid, pocas semanas después de la inauguración, publicó datos sobre los asistentes a ambas exposiciones constatando que la de arte degenerado había tenido cuatro veces más público que la de arte oficial. Irónicamente y en contra de lo que pretendían los organizadores, la exposición había tenido mucho éxito y constituía una manera de protesta contra el régimen nazi.
El diario El Sol también da muestra de esto en publicaciones de ese mismo año y en el siguiente: se habla sobre una “depuración artística”, decretada en Alemania para censurar y castigar a artistas y eliminar de los museos multitud de obras de artistas como Matisse, Picasso o Cézanne. Incluso las autoridades alemanas querían hacer desaparecer los cuadros de Rembrandt porque era “pintor de los judíos”. Todo esto se refleja en los periódicos españoles que estaban al tanto de todo lo que acontecía en la Alemania del III Reich.

## Inventario del arte degenerado
Existe un inventario mecanografiado de las obras de arte que el gobierno nazi incautó a instituciones públicas alemanas por ser consideradas "degeneradas", sobre todo en los años de 1937 y 1938. Consiste la lista de más de 16 000 obras de arte y fue creada en el año 1942, cuando dichas obras estaban ya vendidas o con un destino marcado. Algunas de estas obras fueron expuestas en Múnich en la exhibición Entartete Kunst. El inventario tiene un total de 482 páginas divididas en dos volúmenes, los cuales son una valiosa fuente de información acerca de dichas obras. Además del título de la obra, el inventario contiene el nombre del autor, la ciudad en la que fue incautada, la institución que la conservaba, la técnica artística y el destino de la obra (muchas de ellas eran destruidas, si no se podían vender).
Se sabe que hay tres copias de este inventario, dos de las cuales se encuentran en los Archivos Federales Alemanes en Berlín y tienen como título Beschlagnahmte Werke / nach Museen geordnet (Obras confiscadas, organizadas por museo). La otra copia fue donada a la Biblioteca Nacional de Arte del Victoria and Albert Museum por Elfriede Fischer, la viuda de Heinrich Robert (Harry) Fischer, en 1996. Esta última versión del inventario se encuentra digitalizada en la página web del museo.